# لیسکولا یوبس
لیسکولا یوبس (انگلیسی: Lisskulla Jobs؛ ‏ ۲۵ ژوئن ۱۹۰۶ – ۱۵ اوت ۱۹۹۶) بازیگر اهل سوئد بود.
از فیلم‌ها یا مجموعه‌های تلویزیونی که وی در آن‌ها نقش داشته‌است، می‌توان به مادربزرگ و پروردگارمان اشاره نمود.